# Johann Gottfried Herder
Johann Gottfried von Herder, (* 25. kolovoza 1744. Mohrungen, Pruska; † 18. prosinca 1803. u Weimaru) je bio njemački književnik, prevoditelj, teolog i filozof Weimarške klasike. Plemićki naslov nosi od 1802. godine. Često ga se naziva i tvorcem pojma kulturnog nacionalizma.

## Životopis

### Mladost
Johann Gottfried Herder rođen kao sin kantora i učitelja Gottfrieda Herdera i njegove druge žene Anne Elisabethe, rođene Peltz. Iz poštovanja prema vrlo religioznim roditeljima je studirao teologiju. Njegovo prvo djelo je posvećeno smrti brata Carla Friedricha stihom Auf meinen ersten Todten! das Liebste, was ich auf dieser Welt verloren.

### Filozofija
Iako je u mladosti bio pod utjecajem filozofa poput Kanta i Rousseaua kasnije je postao najveći intelektualni protivnik prosvetiteljstva i značajno utjecao na razvoj romantizma u Njemačkoj. Time što je naglašavao naciju kao organsku skupinu čija su obilježja poseban jezik, kultura i duh, Herder je pridonio kako nastanku povijesti kulture tako i posebnog oblika nacionalizma koji ističe urođenost vrijednosti nacionalne kulture i narodu u koje su ukorijenjeni.
Definicijom pojma Volkgeist (duša naroda) s njim započinje etnologija. Tvorac je i pojma Zeitgeist kojeg je prvi put uporabio 1769.
Herder govori o nacionalnom duhu i karakteru, u kojem sve vrijednosti, aktivnosti i tvorevine do njihove filozofije i poezije, imaju zajedničko težište i koji ovima daje specifični karakter.

## Vanjske poveznice
- Umfangreiche Herder-Gedenkseite
- Internationale Herder-Gesellschaft